# اشویل (کارولینای شمالی)
اشویل (به انگلیسی: Asheville) یکی از شهرهای بزرگ ایالت کارولینای شمالی آمریکاست. عمارت بیلتمور در این شهر قرار دارد.